# Tamazight del Marruecos Central
El tamazight del Marruecos Central o simplemente tamazight (en amazig: ⵜⴰⵎⴰⵣⵉⵖⵜ, pronunciado [tæmæˈzɪɣt] o [θæmæˈzɪɣθ]) es una variante de lengua bereber perteneciente a la familia lingüística afroasiática y que se habla principalmente en Marruecos, en la zona del Atlas medio por unos 3 600 000 hablantes, más unos pocos en Argelia y Francia. A partir del siglo VII comenzó un proceso de asimilación con la llegada de grupos de lengua árabe. En la actualidad las lenguas bereberes no poseen estatus oficial en Argelia.
Originalmente el tamazight, como otras lenguas bereberes, se escribía muy poco. Sin embargo, actualmente existen tres sistemas de escritura para la lengua: el tifinag, el alfabeto árabe y el alfabeto latino. En septiembre de 2003, el tifinag comenzó a ser enseñado a los niños en las escuelas marroquíes, mientras que el alfabeto latino es preferido por los lingüistas amazigs y los investigadores. El alifato o alfabeto árabe predomina en la literatura bereber de Marruecos. 
El tamazight es una de las cuatro lenguas bereberes más habladas junto al cabilio, el rifeño y el tachelhit, rivaliza con este último como la lengua bereber más hablada en Marruecos. El tamazight es hablado principalmente por la tribu de los ait atta, y su variante meridional por los ait haddidu, ait sadden, ait aaach (tribu compuesta por 22 pueblos a lo largo del río Ansegmir a los pies del monte Ayachi, 22 km al oeste de la ciudad de Midelt) y otras tribus. El tachelhit es hablado en el alto Atlas y en todo el sur del país, y el rifeño, hablado en el norte, sobre todo en el Rif. El tamazight es muy cercano al tachelhit, de forma que hablantes de ambos dialectos pueden comunicarse sin mayores problemas; el rifeño es más alejado.
Diferenciar estos dialectos puede ser complicado debido al hecho de que hablantes de otras lenguas se pueden referir también a su lengua propia como tamazight. Adicionalmente, la diferencia entre estos tres dialectos es mayormente fonológica y léxica más que sintáctica. El tamazight propiamente posee un alto grado de diversidad interna, incluyendo si ocurre lenición. Como es típico en las lenguas afroasiáticas, el tamazight tiene una serie de consonantes enfáticas, así como uvulares y faríngeas. Este idioma posee un sistema fonémico trivocálico, pero también posee muchas palabras sin estas vocales fonémicas.